# Tommy Sandlin

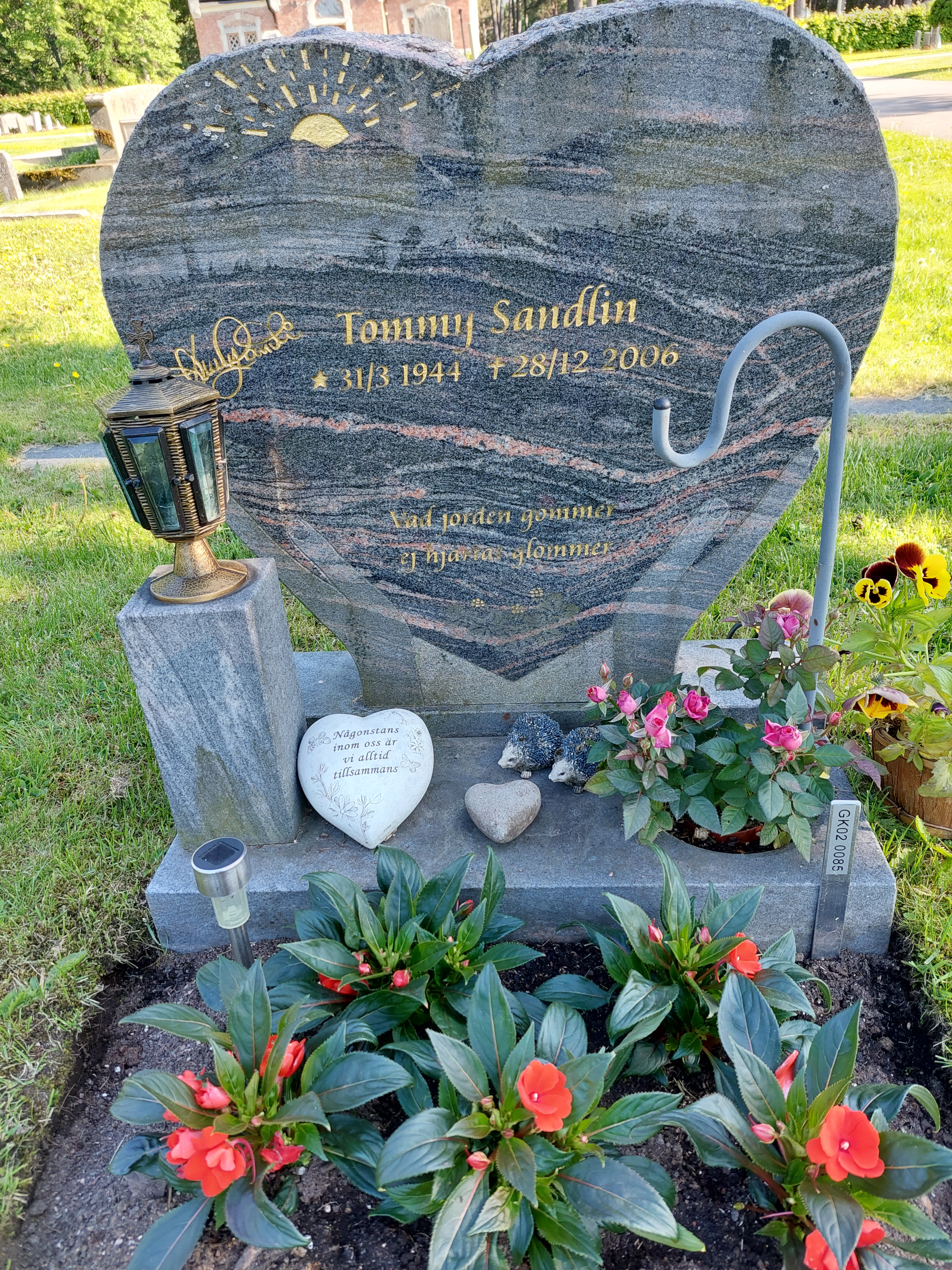

Tommy Sandlin, född 31 mars 1944 i Hemlingby utanför Gävle, död 28 december 2006 på samma plats, var en svensk ishockeytränare.
Han inledde sin tränarkarriär på elitnivå i ung ålder, och hann med sju SM-guld för två olika klubbar (sex i Brynäs IF, ett för MODO Hockey). Han förde dessutom ett Brynäs  till SM-final 1995, där man dock föll i den femte och avgörande matchen mot HV71 i sudden death. Året därpå var Brynäs tvungna att kvalspela via Allsvenskan för att få vara kvar i Elitserien och Sandlin fick under uppmärksammade former stiga åt sidan. 
Den respekt han hade bland övriga inom svensk ishockey, tillsammans med hans stora framgångar och kunnande inom sporten, gav honom i många kontexter smeknamnet "hockeyprofessorn".
Han var en skicklig taktiker och prövade olika idéer och filosofier som förändrade ishockeyn på olika sätt. Han är omvittnad för sin förmåga att svetsa samman ett lag. Kritiker kallade hans sätt att låta spelarna dela speltid och betona kollektivets betydelse framför individuella prestationer för sossehockey, ett begrepp som myntades av Aftonbladets Peter Wennman. 
Han var även förbundskapten för Sveriges herrlandslag i ishockey under två perioder, och var bland annat med när laget vann VM-guld 1987 i Wien i Österrike. För den sistnämnda prestationen tilldelades han en kopia av Svenska Dagbladets guldmedalj 1987.

## Tränarkarriär

### Internationellt
- 1978-1980: Sverige (VM-brons 1979, OS-brons 1980)
- 1986-1990: Sveriges herrar (VM-guld 1987, OS-brons 1988, VM-silver 1990)

### Klubblag
- 1969: Gävle GIK
- 1969-1977: Brynäs IF (SM-guld 1970, 1971, 1972, 1976, 1977)
- 1977-1983: Modo Hockey (SM-guld 1979)
- 1983-1986: IF Björklöven
- 1990-1991: IF Björklöven
- 1991-1996: Brynäs IF (SM-guld 1993), (SM-final 1995)
- 1997: Brynäs IF:s juniorlag
- 1998/1999–1999/2000: Mora IK
- 2000/2001: Leksands IF
- 2002: AIK
- 2002-2004:  Tierp HK
- 2004-2006:  Trondheim Black Panthers (lämnade klubben i december 2005)